# Gare de Marchienne-au-Pont
Ne pas confondre avec les gares de Marchienne-Zone, Marchienne-Est, ni avec la gare française de Marchiennes.
La gare de Marchienne-au-Pont est une gare ferroviaire belge de la ligne 124, de Bruxelles-Midi à Charleroi-Central, située à Marchienne-au-Pont section de la ville de Charleroi dans la province de Hainaut en Région wallonne.
Elle est mise en service en 1843 par l'Administration des chemins de fer de l'État belge. C'est une gare de la Société nationale des chemins de fer belges (SNCB) desservie par des trains InterCity (IC), Suburbains (S) et d'Heure de pointe (P).

## Situation ferroviaire
Établie à 101 mètres d'altitude, la gare de Marchienne-au-Pont est située au point kilométrique (PK) 51,831 de la ligne 124, de Bruxelles-Midi à Charleroi-Central, entre les gares ouvertes de Roux et de Charleroi-Central. Gare de bifurcation, elle est l'origine de la ligne 112, de Marchienne-au-Pont à La Louvière-Centre, avant la gare de Forchies.

## Histoire
La station de Marchienne-au-Pont est mise en service le 23 octobre 1843 par l'administration des Chemins de fer de l’État belge, lorsqu'elle ouvre à l'exploitation l'embranchement de Braine-le-Comte à Namur.
Le 11 juin 1862 dans la salle d'attente de la gare de Bruxelles-Nord a lieu l'adjudication publique du bâtiment des recettes et du magasin des marchandises.
Le 7 janvier 1865, elle est reliée à La Louvière lors de l'ouverture de la ligne de la Haine-Saint-Pierre à Marchienne-au-Pont par la Société du chemin de fer du Centre.
À une date inconnue, un grand bâtiment de gare est édifié à Marchienne-au-Pont sur le modèle de la gare d'Enghien, construite en 1866 par la Compagnie du chemin de fer de Bruxelles à Calais et elle ne diffère de la gare de Dison, construite en 1879 par les Chemins de fer des Plateaux de Herve que par la forme de ses arcs.
Construit dans un style néoclassique à briques apparentes, il consiste en un volume à deux niveaux de sept travées sous un toit en zinc à bâtière débordante. De chaque côté, un large pignon sans percement coiffe les trois travées centrales et le nom de la gare y est inscrit dans un losange de pierre à volutes (désormais remplacé par un simple panneau bleu). Toutes les portes et fenêtres sont entourées de pierre bleue et ont un linteau droit. Les corniches reposent sur des modillons ouvragés, qui ont été éliminés lors d’une rénovation de la gare.
Par après, une extension servant d’entrée monumentale surmontée par une terrasse a remplacé les trois portes de la partie centrale côté rue. Cette extension existait encore dans les années 1960 mais a depuis été éliminée.
Les voies, initialement établies au niveau du sol, ont été surélevées lors de l’électrification de la ligne, entamée vers 1938 mais finalisée en 1950 à cause de la guerre, ce qui a entraîné des modifications à la gare qui s’est vue dotée d’une annexe de style moderniste abritant un escalier menant à la voie 1 et un autre escalier descendant vers un couloir sous voies permettant l’accès aux deux autres quais.

## Service des voyageurs

### Accueil
Gare SNCB, elle dispose d'un bâtiment voyageurs, avec guichets, ouvert tous les jours. Des aménagements, équipements et services sont à la disposition des personnes à la mobilité réduite.
Un souterrain permet la traversée des voies et le passage d'un quai à l'autre.

### Desserte
Marchienne-au-Pont est desservie par des trains InterCity (IC), Suburbains (S) et d'Heure de pointe (P) de la SNCB sur les lignes commerciales 112 et 124.
En semaine, cinq relations cadencées à l'heure desservent Marchienne-au-Pont :
- des trains IC (deux par heure) entre Charleroi-Central et Anvers-Central ou Essen ;
- des trains IC entre Mons et Liège-Saint-Lambert via La Louvière-Sud ;
- des trains S19 entre Charleroi-Central et Bruxelles-Aéroport-Zaventem ;
- des trains S62 entre Charleroi-Central et Luttre via La Louvière.

Une série de trains se rajoutent en complément :
- un unique train S1 entre Charleroi-Central et Anvers-Central tôt le matin, retour en fin de soirée et un autre S1 d'Anvers à Charleroi tôt le matin ;
- deux trains P entre Châtelet et Schaerbeek le matin, retour l’après-midi ;
- deux trains P entre Jemeppe-sur-Sambre et Schaerbeek le matin, retour l’après-midi ;
- deux trains P reliant Luttre à Charleroi-Central le matin et deux autres en fin d’après-midi ;
- deux trains P reliant Charleroi-Central à Luttre le matin et deux autres en fin d’après-midi.

Les week-ends et jours fériés, la desserte comprend des trains IC (un par heure) entre Charleroi-Central et Anvers-Central des trains IC entre Mouscron et Liers via La Louvière, des trains S62 (toutes les deux heures) entre Charleroi-Central et La Louvière-Centre et des trains L (toutes les deux heures) entre Charleroi-Central et La Louvière-Centre (via Luttre).

### Intermodalité
Un parc pour les vélos et un parking pour les véhicules y sont aménagés. Elle est desservie par des bus.

## Comptage voyageurs
Ce graphique et tableau montre le nombre de voyageurs embarquant en moyenne durant la semaine, le samedi et le dimanche.
| Nombre de passagers qui embarquent à la gare de Marchienne-au-Pont | Nombre de passagers qui embarquent à la gare de Marchienne-au-Pont | Nombre de passagers qui embarquent à la gare de Marchienne-au-Pont | Nombre de passagers qui embarquent à la gare de Marchienne-au-Pont |
|                                                                    | Semaine                                                            | Samedi                                                             | Dimanche                                                           |
| ------------------------------------------------------------------ | ------------------------------------------------------------------ | ------------------------------------------------------------------ | ------------------------------------------------------------------ |
| 1977                                                               | 2 167                                                              | 853                                                                | 745                                                                |
| 1978                                                               | 2 237                                                              | 698                                                                | 613                                                                |
| 1979                                                               | 1 894                                                              | 628                                                                | 768                                                                |
| 1980                                                               | 1 769                                                              | 609                                                                | 578                                                                |
| 1981                                                               | 1 944                                                              | 585                                                                | 672                                                                |
| 1982                                                               | 1 857                                                              | 547                                                                | 656                                                                |
| 1983                                                               | 1 583                                                              | 615                                                                | 592                                                                |
| 1984                                                               | 1 520                                                              | 556                                                                | 554                                                                |
| 1985                                                               | 1 695                                                              | 513                                                                | 610                                                                |
| 1986                                                               | 1 588                                                              | 443                                                                | 480                                                                |
| 1987                                                               | 1 601                                                              | 475                                                                | 522                                                                |
| 1988                                                               | 1 716                                                              | 387                                                                | 414                                                                |
| 1989                                                               | 1 553                                                              | 467                                                                | 420                                                                |
| 1990                                                               | 1 451                                                              | 537                                                                | 476                                                                |
| 1991                                                               | 1 861                                                              | 453                                                                | 427                                                                |
| 1992                                                               | 1 556                                                              | 425                                                                | 404                                                                |
| 1993                                                               | 1 448                                                              | 416                                                                | 376                                                                |
| 1994                                                               | 1 439                                                              | 439                                                                | 428                                                                |
| 1995                                                               | 1 444                                                              | 444                                                                | 488                                                                |
| 1996                                                               | 1 530                                                              | 379                                                                | 408                                                                |
| 1997                                                               | 1 463                                                              | 414                                                                | 487                                                                |
| 1998                                                               | 1 197                                                              | 346                                                                | 314                                                                |
| 1999                                                               | 1 146                                                              | 284                                                                | 316                                                                |
| 2000                                                               | 1 210                                                              | 405                                                                | 376                                                                |
| 2001                                                               | 1 070                                                              | 356                                                                | 400                                                                |
| 2002                                                               | 1 003                                                              | 283                                                                | 364                                                                |
| 2003                                                               | 1 035                                                              | 325                                                                | 316                                                                |
| 2004                                                               | 1 024                                                              | 348                                                                | 297                                                                |
| 2005                                                               | 1 196                                                              | 656                                                                | 416                                                                |
| 2006                                                               | 1 106                                                              | 570                                                                | 313                                                                |
| 2007                                                               | 1 161                                                              | 466                                                                | 396                                                                |
| 2008                                                               | -                                                                  | -                                                                  | -                                                                  |
| 2009                                                               | 1 156                                                              | 520                                                                | 478                                                                |
| 2010                                                               | -                                                                  | -                                                                  | -                                                                  |
| 2011                                                               | -                                                                  | -                                                                  | -                                                                  |
| 2012                                                               | 1 136                                                              | 540                                                                | 564                                                                |
| 2013                                                               | 1 226                                                              | 592                                                                | 443                                                                |
| 2014                                                               | 1 365                                                              | 760                                                                | 546                                                                |
| 2015                                                               | 1 509                                                              | 474                                                                | 485                                                                |
| 2016                                                               | 1 497                                                              | 561                                                                | 455                                                                |
| 2017                                                               | 1 622                                                              | 475                                                                | 487                                                                |
| 2018                                                               | 1 384                                                              | 898                                                                | 874                                                                |
| 2019                                                               | 1 490                                                              | 624                                                                | 534                                                                |
| 2020                                                               | 1 086                                                              | 408                                                                | 403                                                                |
| 2021                                                               | -                                                                  | -                                                                  | -                                                                  |
| 2022                                                               | 1 638                                                              | 685                                                                | 640                                                                |
| 2023                                                               | 1 621                                                              | 762                                                                | 717                                                                |
| 2024                                                               | 1 642                                                              | 869                                                                | 850                                                                |